# Аномальная жара в Северной Америке (2023)
Начиная с мая 2023 года, в западную часть Северной Америки установилась аномальная жара. Высокая температура воздуха вызвала лесные пожары в Альберте, рекордные температуры в Канаде и США и более 100 смертей в Мексике. Жара также ускорила таяние снега на горных хребтах, что привело к наводнениям и оползням.

## Канада
Волна жары вызвала лесные пожары в Альберте . Министерство окружающей среды Канады выпустило предупреждения о жаре для северных частей Альберты и частей Британской Колумбии.

## Соединённые Штаты
12 мая Национальная метеорологическая служба выпустила рекомендации по охране здоровья в период с 13 по 15 мая для западных частей Орегона и штата Вашингтон.
13 мая в четырёх местах в районе Сиэтла были побиты температурные рекорды, а в Куиллюте температура достигла 90 °F (32 °C), SeaTac достигает 86 °F (30 °C), а Олимпия и Хокиам достигают 89 °F (32 °C)..
Жара вызвала быстрое таяние снега на некоторых горных хребтах, таких как Сьерра-Невада, Скалистые горы Колорадо и Каскадный хребет, что представляет опасность из-за наводнений, селей и оползней. 14 мая наводнение реки Огден вынудило жителей Хантсвилля, штат Юта, покинуть свои дома, и часть государственной дороги 504 в округе Коулитц, штат Вашингтон, была разрушена оползнем у Каскадных гор.
В середине июня более 100 миллионов человек, или почти треть всех американцев, находились «в условиях экстремальной жары».

## Мексика
Более 100 человек погибли по всей Мексике в результате двухнедельной жары в стране.